# Chmielek

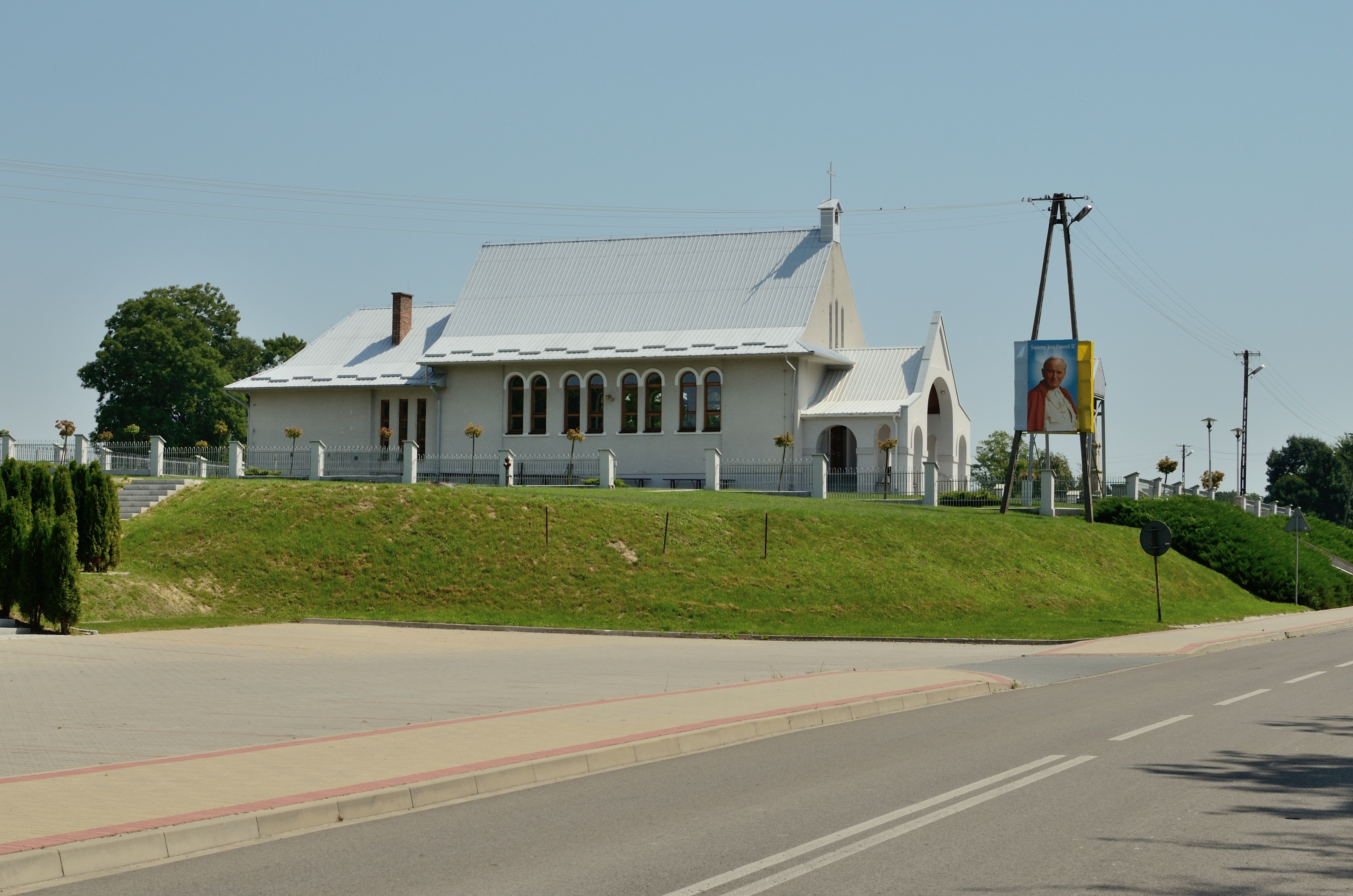
Kościół pw. Narodzenia Najświętszej Marii Panny

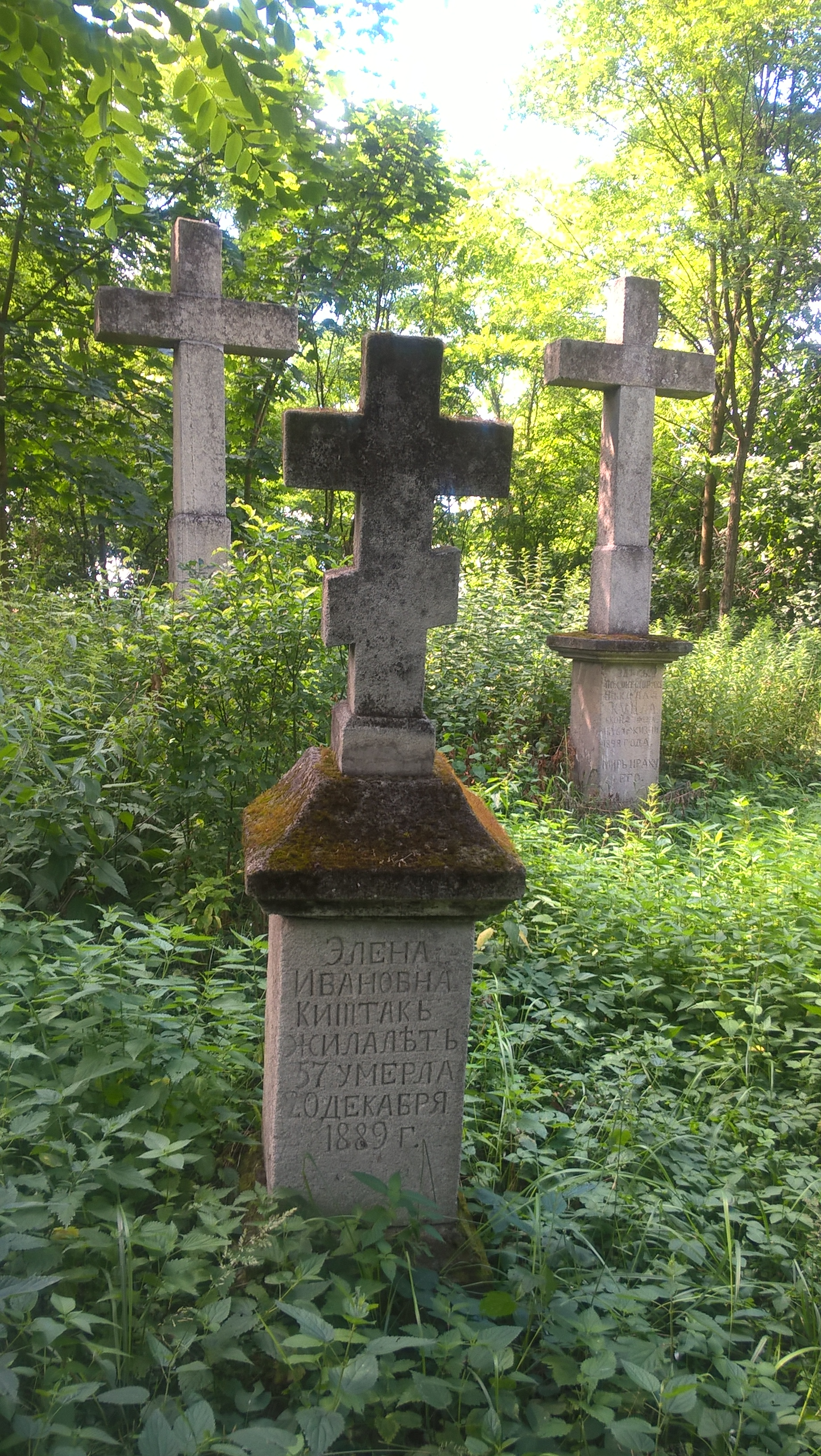
Cmentarz prawosławny w Chmielku. Nagrobki z 2. połowy XIX w.

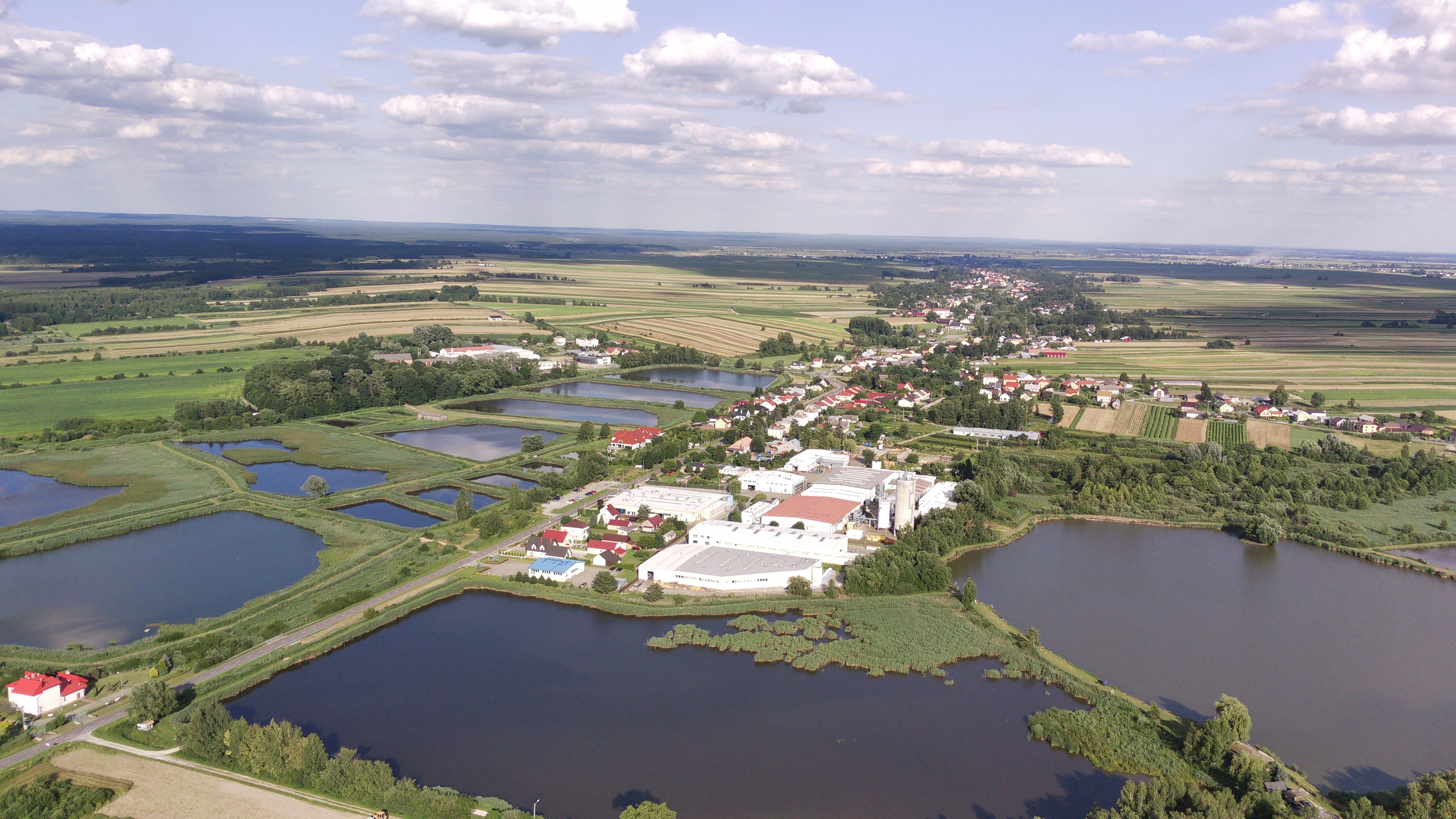
Stawy oraz fabryka mebli w Chmielku

Chmielek – wieś w Polsce położona w województwie lubelskim, w powiecie biłgorajskim, w gminie Łukowa. Wieś położona na zachodnim skraju gminy Łukowa, w obrębie Płaskowyżu Tarnogrodzkiego.
W latach 1954–1959 wieś należała i była siedzibą władz gromady Chmielek, po jej zniesieniu w gromadzie Łukowa. W latach 1975–1998 miejscowość administracyjnie należała do województwa zamojskiego.
Na terenie wsi zostały utworzone dwa sołectwa: Chmielek I i Chmielek II. Według Narodowego Spisu Powszechnego z roku 2011 wieś liczyła 1167 mieszkańców i była drugą co do liczby ludności miejscowością gminy.
Wieś jest siedzibą rzymskokatolickiej parafii Narodzenia Najświętszej Maryi Panny w Chmielku.

## Części wsi
| SIMC    | Nazwa            | Rodzaj    |
| ------- | ---------------- | --------- |
| 0894240 | Chmielek-Kolonia | część wsi |
| 0894256 | Dół              | część wsi |
| 0894262 | Górka            | część wsi |
| 0894279 | Morgi            | część wsi |
| 0894285 | Popówka          | część wsi |
| 0894300 | Wołosień         | część wsi |

## Historia
Pierwsza wzmianka o miejscowości pochodzi z roku 1426, kiedy jako starosta chełmski występował Jan Wałach z Chmielka. W 1460 Jan z Chmielka i Stobieńca pozwał do sądu Stanisława z Łukowej. W roku 1469 Mikołaj Mnich, dzierżawca lubaczowski opisał granice wsi.

### Wiek XVI
Pod koniec XV wieku Chmielek należał do Jana Chmieleckiego herbu Bończa, a w 1502 roku występował jako właściciel jego syn Dobiesław, koniuszy przemyski, zmarły ok. 1522 roku. W 1576 roku właścicielem wsi był Sebastian Chmielecki, który oskarżał starostę krzeszowskiego o osadzenie miasta Tarnogrodu i wsi Korchowa na gruntach wsi Chmielek. Sebastian Chmielecki przed 1579 rokiem ufundował w Chmielku cerkiew Narodzenia Matki Bożej i uposażył ją. W 1750 roku Kapituła kolegiaty zamojskiej zwiększyła uposażenie dla cerkwi. Około 1580 roku właścicielem wsi został Wiktoryn Sieniński i przekazał ją jako zastaw Maciejowi Topornickiemu. Rejestr poborowy z 1589 roku notował tu 9 łanów gruntów uprawnych, cerkiew z 1/2 łana użytków, 3 karczmy, młyn o 1 kole i 1 i 1/2 łana użytków przy młynie, 18 zagrodników z ziemią, 1 komornika z bydłem i 11 ubogich. Sumy zastawne po Macieju Topornickim odziedziczyła córka Zofia i jej mąż Waśko Bryliński, od których w 1593 roku odkupił je kanclerz Jan Zamoyski za sumę 3215 zł. Jednakże dopiero w 1595 roku po zaspokojeniu kwotą 5000 zł pretensji do tych dóbr Andrzeja Piotra Stadnickiego ze Żmigrodu, Chmielek ostatecznie przeszedł na własność kanclerza. Jeszcze w tym samym roku Jan Zamoyski wydzierżawił Chmielek Jakubowi Nosałowiczowi, Żydowi ze Szczebrzeszyna na 3 lata po 1000 zł rocznie, a na kolejne 3 lata Mikołajowi Komorowskiemu.

### Wiek XVII
W 1601 Jan Zamoyski przeznaczył dobra Chmielek jako uposażenie kanoników Kolegiaty w Zamościu, z zastrzeżeniem prowadzenia przez nich wykładów w Akademii Zamojskiej. W 1664 roku wieś była w dzierżawie u Eliasza Stefana Białokurowicza. W 1669 roku wojsko polskie było na leży zimowej we wsi. W 1682 roku notowano w Chmielku stary drewniany dwór, na planie prostokąta, z alkierzem bocznym, trójdzielny, dwutraktowy z sienią na osi. W jednym trakcie była izba stołowa o 5 oknach, z izbą boczną o 1 oknie i alkierzem o 3 oknach, a w drugim trakcie piekarnia o 2 oknach, z komorą o 1 oknie. W sieni znajdowała się kuchnia. Dwór pokryty był gontami i ogrodzony płotem z kwadratową, niską bramą pokrytą również gontami. Niedaleko dworu ok. 1680 roku wybudowano drewnianą kanonię z dwiema izbami, pokrytą gontem. W 1688 roku notowano w Chmielku dwa stawy i młyn, a w końcu XVIII wieku 3 młyny, ale jeden był już nieczynny.

### Wiek XVIII
Nowy dwór drewniany, na rzucie kwadratu, z gankiem wybudowano w Chmielku w 1786 roku. Wewnątrz budynku znajdowały się: sień, dwa pokoje duże i jeden mały, gabinecik i skarbczyk oraz na strychu pokoik letni nad gankiem. Obok nowego dworu istniał jeszcze wówczas stary, a w sadzie znajdowała się kaplica drewniana, o konstrukcji węgłowej. Podczas zatwierdzania statutu Ordynacji Zamojskiej przez cesarza Józefa II w 1786 roku Chmielek powrócił w skład Ordynacji, natomiast kanonicy z racji wykładów w Liceum Zamojskim (dawnej Akademii) mieli otrzymywać stałe pensje z kasy ordynackiej.

### Wiek XIX
Spis w 1827 roku notował wieś w powiecie tarnogrodzkim i parafii Biszcza. Liczyła wówczas 173 domy i 1198 mieszkańców. W latach 1832–1847 folwark w Chmielku obejmował 950 mórg, w tym 127 mórg łąk i 92 morgi pastwisk, natomiast folwark Szarajówka liczył 465 mórg, w tym 55 mórg łąk. W XIX wieku (prawdopodobnie w 2 poł.) dwór w Chmielku uległ znacznej rozbudowie, a w XIX i na początku XX wieku na terenie założenia dworskiego wykopano nowe stawy rybne, których było łącznie 22.

### Wiek XX
W 1929 roku hr. Maurycy Zamoyski posiadał tu 540 ha ziemi, natomiast Marek Matczyński (w Szarajówce) 450 ha. Była we wsi także 1 cegielnia. Na przełomie lat 20. i 30. XX wieku Chmielek został wyłączony z Ordynacji i przeznaczony do parcelacji. W 1935 roku od Państwowego Banku Rolnego teren założenia wraz z 122 hektarowym folwarkiem (38 ha zajmowały stawy) kupił Marek Matczyński. Ogród, place i zabudowania zajmowały zaledwie 37 arów. Po śmierci Marka Matczyńskiego w 1940 roku spadek odziedziczyły jego córki: Emilia Anna, po pierwszym mężu Krajewska, po drugim Wolska, żona Jana Wolskiego, Wanda, żona Józefa Chadajewskiego i Józefa, żona Tadeusza Młodzianowskiego. W styczniu 1945 roku majątek przejęto na cele reformy rolnej. Teren dawnego założenia dworskiego przejęła Rolnicza Spółdzielnia Produkcyjna w Chmielku. Dwór rozebrano, natomiast budynki gospodarcze zmodernizowano. Według spisu z 1921 roku we wsi było 195 domów i 960 mieszkańców, w tym 51 Żydów i 403 Ukraińców, natomiast folwark liczył 3 domy i 70 mieszkańców, w tym 6 Ukrainców i 11 Żydów.

### Cerkiew w Chmielku
Pierwszą cerkiew prawosławną ufundował w Chmielku przed rokiem 1579 Sebastian Chmielecki. W 1765 roku unicka drewniana cerkiew parafialna pw. Narodzenia Najświętszej Maryi Panny należała do dekanatu tarnogrodzkiego diecezji przemyskiej. W 1787 roku wybudowano tutaj następną cerkiew, zapewne drewnianą. W 1840 roku w skład unickiej parafii wchodziły: Chmielek, Rakówka i Zawadka. Liczyła ona wówczas 1361 parafian. W 1875 cerkiew, w ramach likwidacji unickiej diecezji chełmskiej, została przemianowana na prawosławną. Cerkiew drewniana z 1796 roku została rozebrana w roku 1938 w ramach akcji rewindykacji cerkwi. Pierwotnie wokół cerkwi znajdował się cmentarz grzebalny. Przed 1829 rokiem wytyczono nowy cmentarz "w oddaleniu od cerkwi". Jego teren powiększono ok. 1882 i w 1891 roku. Obecnie posiada kształt wydłużonego czworoboku o powierzchni 0,7 ha.

## Zbrodnie hitlerowskie w Chmielku
W 1942 roku SS rozstrzelało we wsi 8 Żydów, a ich ciała zakopano na pastwisku. W Szarajówce w maju 1943 roku oddział niemiecki spalił żywcem 67 rolników, jako podejrzanych o pomoc partyzantom. Spalone szczątki zakopano w polu. Podczas okupacji hitlerowskiej na przełomie czerwca i lipca 1943 roku wieś została wysiedlona.

## Demografia
W 2002 roku było w Chmielku 1144 mieszkańców, natomiast w Szarajówce 71 osób. Według Narodowego Spisu Powszechnego (III 2011 r.) wieś liczyła 1167 mieszkańców i była drugą co do wielkości miejscowością gminy Łukowa.

## Zakłady produkcyjne
W Chmielku jest kilka zakładów produkcyjnych, największy z nich to fabryka mebli Black Red White, która powstała w 1991 roku. Firma należy do Tadeusza Chmiela, powstała na bazie byłego POM-u, który funkcjonował przez okres prawie 30 lat.

## Atrakcje wypoczynkowe
Wolny czas można spędzić na łowieniu ryb w stawach Rolniczej Spółdzielni Produkcyjnej i prywatnych właścicieli, istnieje również możliwość kąpieli nad rzeką Tanew (okolice Chmielka).

## Kościoły i związki wyznaniowe
- Kościół rzymskokatolicki
- Świadkowie Jehowy[12][13]